# Grote Piramide van Cholula

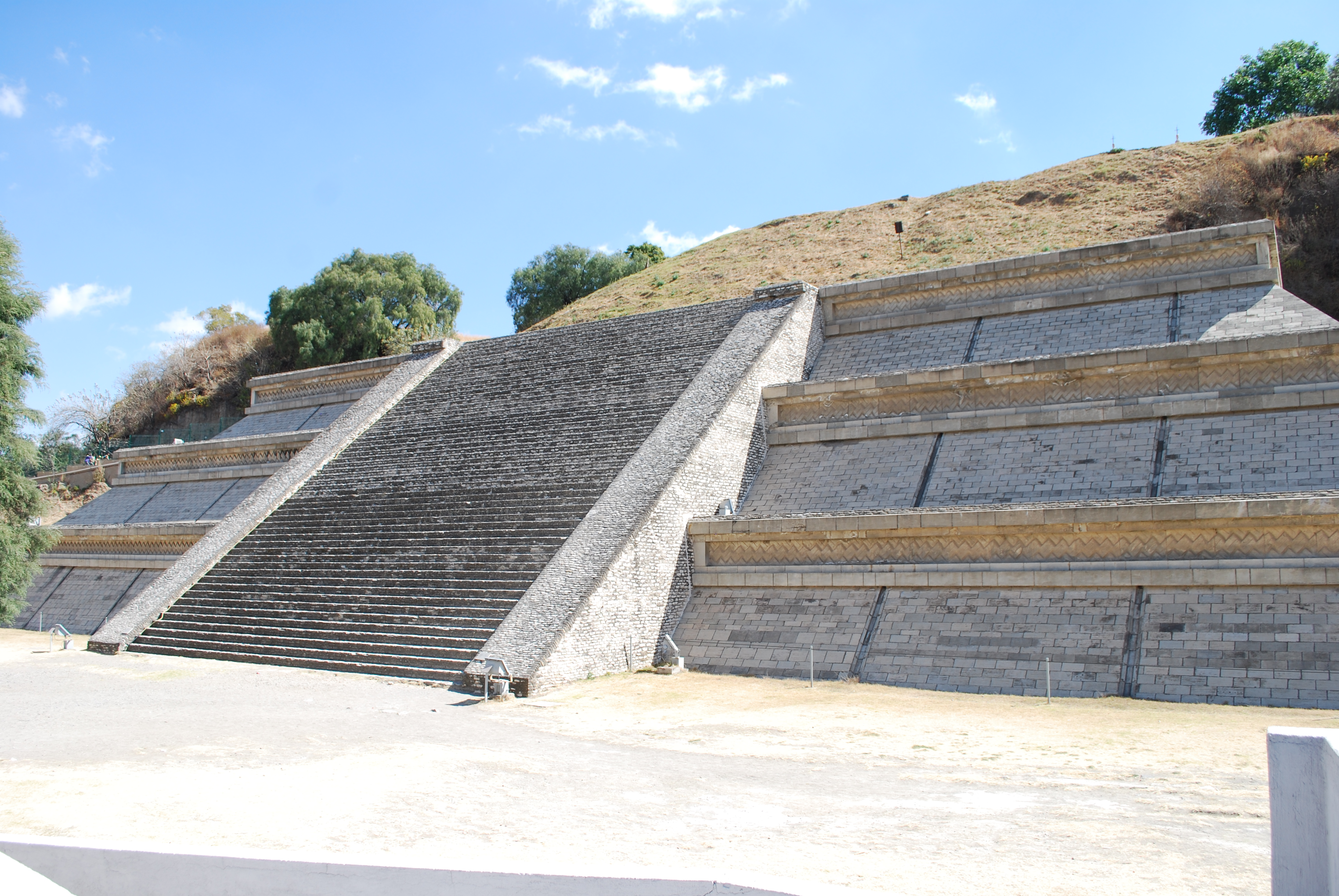
Slechts een fractie van een trap aan een zijde van de Grote Piramide van Cholula is hersteld in zijn oude glorie (gebouw F)

De Grote Piramide van Cholula, de grootste piramide in volume ter wereld, is een gigantisch precolumbiaans complex in Cholula, Puebla in Mexico.

## Etno-historische verslagen
De Grote Piramide, of Tlachihualtepetl (door mensen gemaakte berg), was volgens koloniale verslagen verlaten lang voor de komst van de Spanjaarden, die het aanvankelijk voor een natuurlijke heuvel hielden.
De archeologische betekenis werd pas duidelijk door 'opgravingen' in 1535 door de franciscaanse priester Toribio de Benavente, beter bekend als Motolinia, waarbij, tijdens het oprichten van een kruis, 'idolen' en trompetschelpen op de top werden gevonden.
Gabriel de Rojas, bestuurder van Cholula in de 16e eeuw, noemde een heidens altaar op de top van de Grote Piramide, die gewijd was aan Chiconauquiahuitl (9 Regen).
Diego Durán (ca. 1537 - 1588) beschreef de Grote Piramide zo: 'In Cholula was een door de mens gemaakte heuvel met de naam Tlachihualtepetl. Het werd zo genoemd omdat erover werd verteld dat de Reuzen het bouwden om naar de hemelen te klimmen. Deze heuvel was zeer geheiligd; er waren de gewoonlijke en voortdurende verheerlijkingen, de gebeden, de grote offers, schenkingen, en doden van mannen.'
In de Historia Tolteca-Chichimeca werd de Grote Piramide verbeeld als een natuurlijke heuvel bedekt met gras. Waterstromen verschijnen uit een grot aan de voet van de heuvel, verwijzend naar de bron, die nog steeds stroomt uit de oostzijde, waar een kleine kapel toegang verschaft tot het heilige water. Op de heuvel zit een kikker en er zijn zeven bloemen afgebeeld bij de top. Er is een paleis naast de piramide afgebeeld, de Aquiach-Amapane, een van de hogepriesters van de Olmeca-Xicallanca. In het boek is ook een illustratie van het ceremoniële centrum van Cholula ná de reorganisatie door de Tolteca-Chichimeca overwinnaars. Nu beheerst de nieuwe piramide van Quetzalcoatl de plaza, waar ook verschillende andere piramiden staan. De grote Piramide staat rechtsboven afgebeeld, opnieuw met een kikker glyphe bovenaan en een bron aan de voet.
De Grote Piramide staat op vroege koloniale kaarten van Cholula, waaronder die, die deel uitmaakte van de Descripción de Cholula (1580).
In de Codex van Cholula staat het koninkrijk Cholula ten tijde van de verovering met de piramide als glyphe van het centrum van de stad.

## Beschrijving
De basis meet 450 bij 450 meter, tot een hoogte van 66 meter.

## Bouw

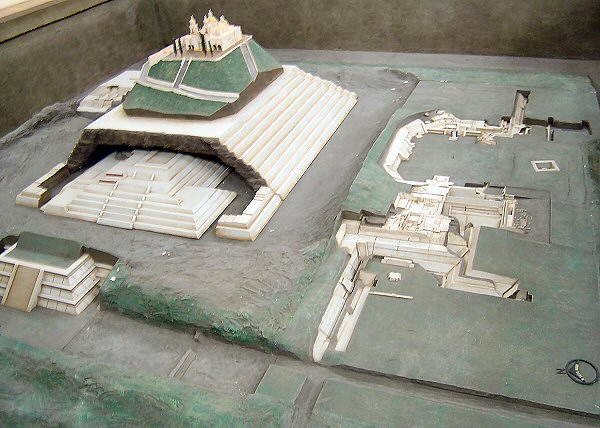
Maquette van de Grote Piramide van Cholula in het lokale museum

Het tempel-piramidecomplex is in de loop van vele generaties gebouwd. De bouw begon in de 2e eeuw v.Chr. en duurde tot vroeg in de 16e eeuw. De piramide was gewijd aan de godheid Quetzalcoatl (de Gevederde Slang). 

### Mythe
De Azteken geloofden dat de bouw te danken was aan Xelhua, een van de zeven giganten in de Azteekse mythologie. Xelhua bouwde een herdenkingsmonument ter ere van de berg van Tlaloc (de regengod of Azteekse Poseidon), die hem en zijn zes broers gered had, tijdens de Vloed. De Azteken geloofden in vijf wereldperioden (Vijf Zonnen), elke wereld eindigde in een ramp; de vierde 'Zon' heette Vier-Water en werd door water vernietigd. De Azteken meenden te leven in de periode van de vijfde zon, Vier-Beweging, die begon met het offer van Nanahuatzin in Teotihuacan.

### Elementen
Er zijn verschillende bouwelementen te onderscheiden:

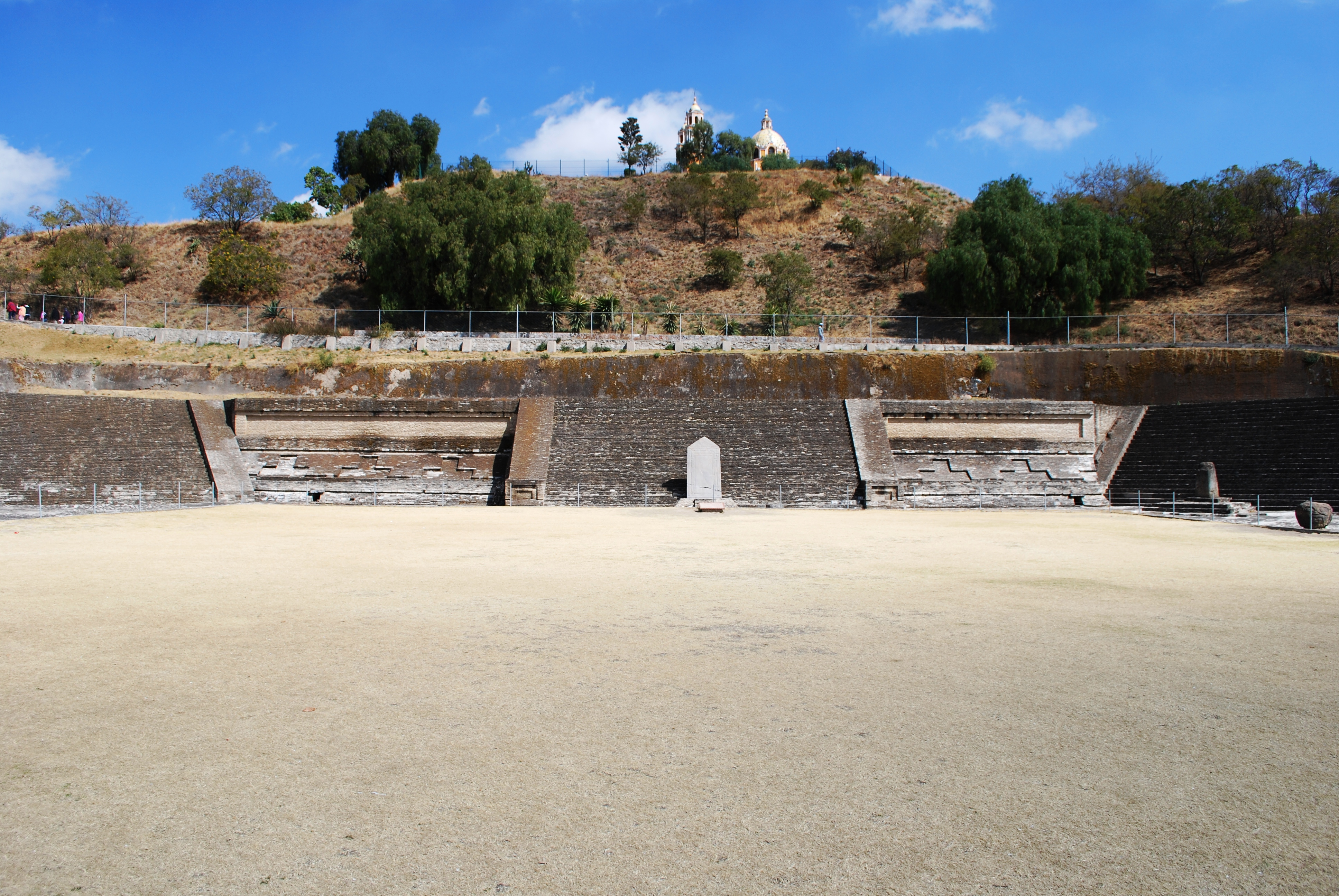
Uitzicht op het hoofdplein

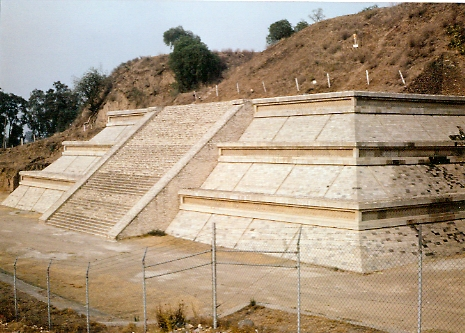
Gebouw F

- Gebouw A of La Conejera. De vroegste versie van de piramide, een pre-Teotihuacan structuur, ligt niet in het centrum, maar in het noordoosten, onder de Edificio Rojo (rode gebouw). De basis is 10 meter in het vierkant. Boven de muur is een kamer van twee verdiepingen. Door aanwezig keramiek is La Conejera gedateerd op 200 v.Chr.
- Gebouw B of Piramide van de Geschilderde Schedels. Gebouw B bedekte na uitbreiding zowel gebouw A als de Edificio Rojo en telt zeven verdiepingen en is gedateerd tussen 200 en 350. Het Altaar van de Gebeeldhouwde Schedels ligt ernaast, heeft twee verdiepingen en is waarschijnlijk een mausoleum voor een man en een vrouw. Er is ook een kaakbeen van een hond gevonden.
- Gebouw C of de Piramide van de Negen Verdiepingen. Gebouw C werd opgericht over gebouw B tussen 350 en 450 en is in volume groter dan de Piramide van de Maan van Teotihuacan. Een laatste fase bedekte gebouw C. Aan de zuidzijde liggen binnenhoven met altaren.

- Gebouw D. Het gebouw ligt ten zuiden van gebouw C.
- Gebouw E. Het gebouw ligt ten zuidwesten van de piramide en bevatte drie graven.
- Gebouw F. Het gebouw betreft een stenen trap met drie verdiepingen en wordt ook gebouw van Piedra Laborada (bewerkte steen) genoemd. Het is gedateerd tussen 500 en 700.

Er werden overblijfselen gevonden van meer dan 400 mensen, de meeste uit de post-klassieke periode, waaronder ook mensenoffers.
De hoofdingang tot de piramide was aan de westzijde de Patio van de Altaren.
De piramide kent twee beroemde muurschilderingen: de Chapulines, met sprinkhanen en een zwarte schedel in het midden, en de Bebedores (drinkers) met figuren die uit bekers drinken, die meestal voor pulque gebruikt worden.

## Kerk
Anno 2019 lijkt de piramide op het eerste gezicht meer op een natuurlijke heuvel met een kerk op de top. Dit is de Iglesia de Nuestra Señora de los Remedios, door de Spanjaarden in de koloniale tijd gebouwd. De kerk is een belangrijk pelgrimsoord voor katholieken, en de locatie wordt ook gebruikt voor de viering van inheemse rituelen. Verschillende oude vindplaatsen in Latijns-Amerika worden gevonden onder katholiek gewijde grond, vanwege het gebruik van de kerk om hun geloof te laten versmelten met het geloof van de autochtone bevolking.
Vanwege de historische en religieuze significantie van de kerk, die aangeduid is als koloniaal monument, is het niet mogelijk om de piramide in haar geheel te onderzoeken en te herstellen, zoals dat wel gebeurd is met de kleinere maar beter bekende piramiden in Teotihuacán.

## Tunnels
Binnen in de piramide ligt zo'n 8 km aan tunnels die gegraven zijn door archeologen.

## Fotogalerij

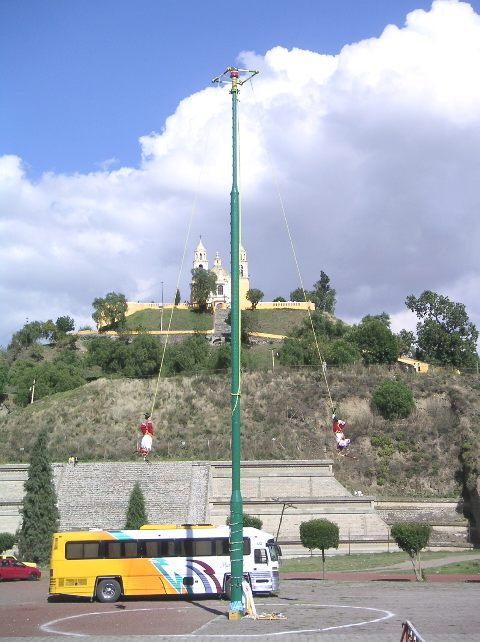
Het ritueel voladores (vliegende dansers) met de piramide op de achtergrond
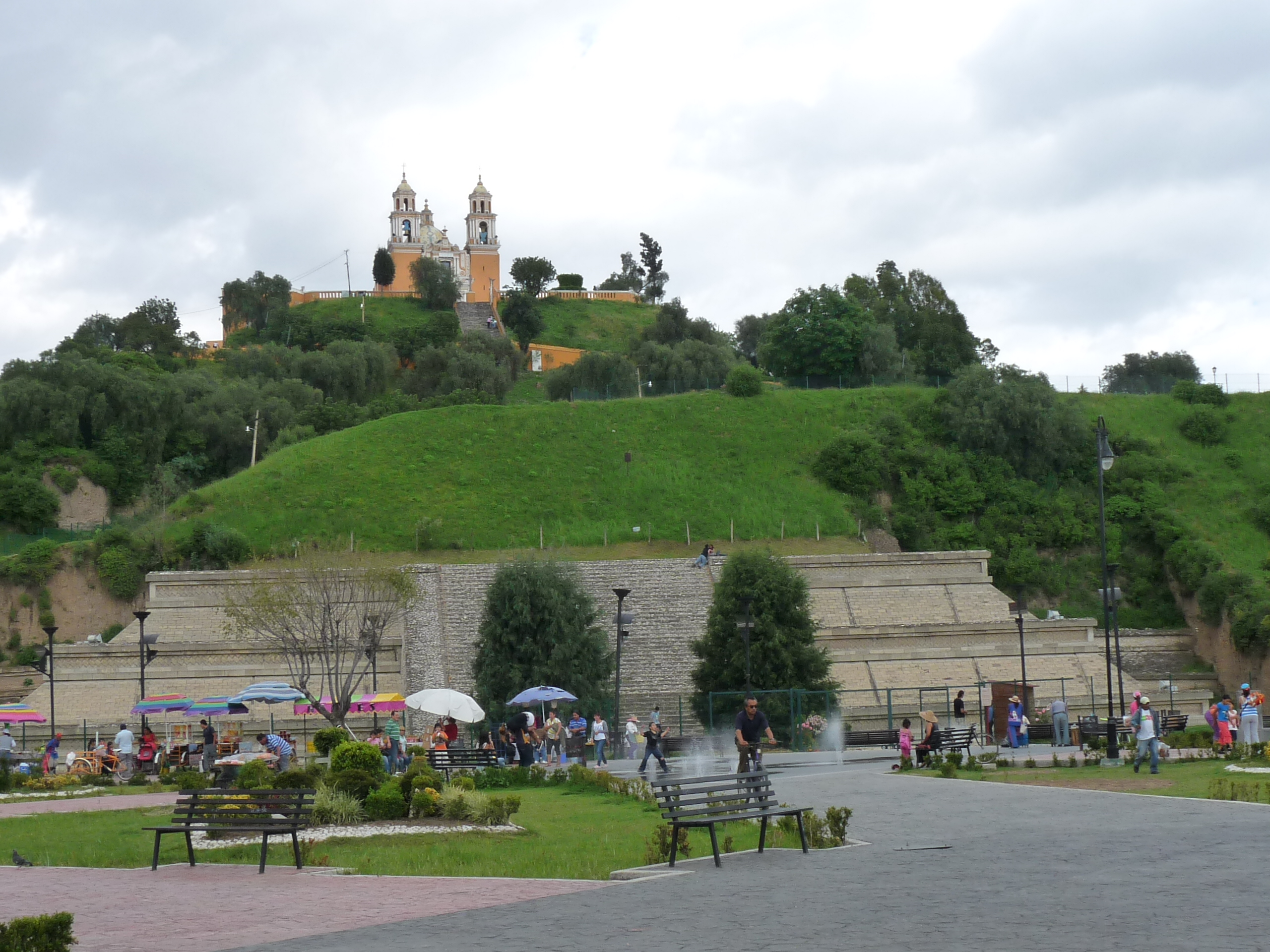
De Grote Piramide van Cholula met de katholieke kerk Nuestra Señora de Los Remedios op de top
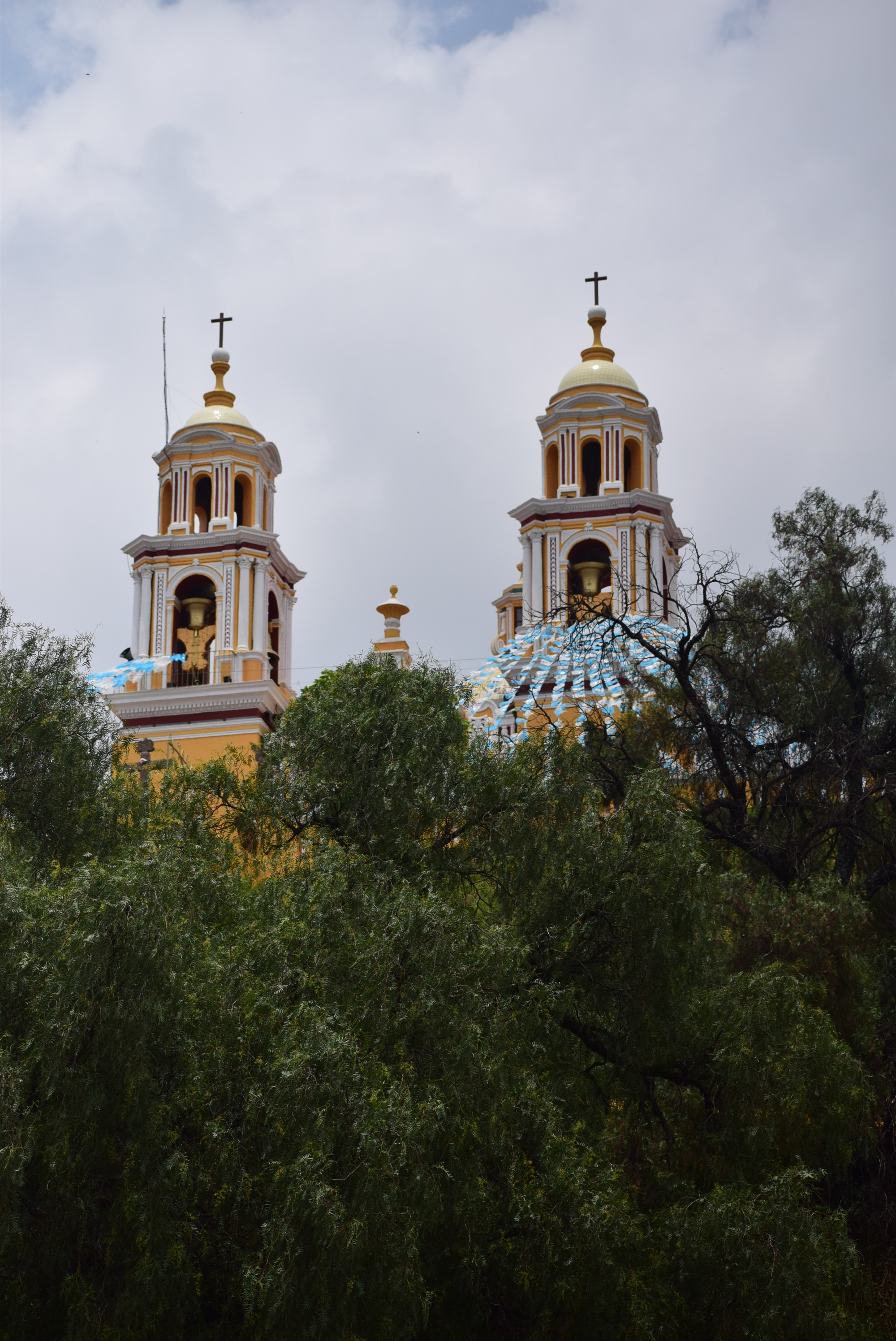
Torens van de kerk Nuestra Señora de Los Remedios
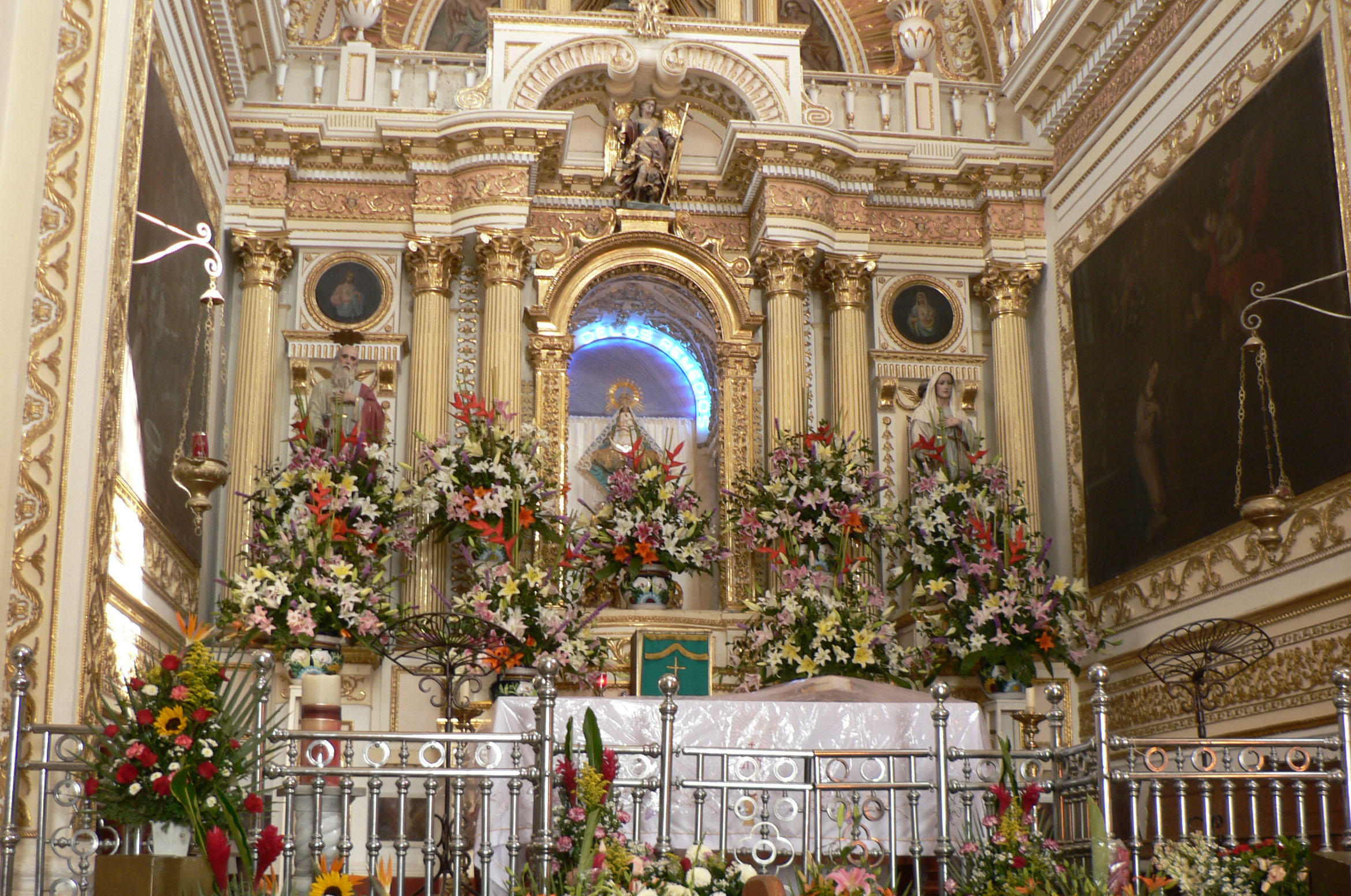
Het interieur van de katholieke kerk Nuestra Señora de Los Remedios